# Цветные сны (фильм, 1974)
«Цветные сны» — советский семейный фильм 1974 года снятый на киностудии «Таллинфильм» режиссёрами Вирве Аруойей и Яаном Тоомингом.

## Сюжет
Пятилетняя девочка Кати гостя летом в деревне у бабушки заводит котёнка, привозит его в городскую квартиру. Но однажды он куда-то пропадает. Кати отправляется на поиски котёнка, а мама, пришедшая с работы в пустую квартиру, отправляется на поиски Кати…

## В ролях
- Катрина Зилинска — Кати
- Меэлис Кюттим — Меэлис
- Лаур Пихель — Лаур
- Райне Лоо — мама
- Яан Тооминг — папа
- Хелене Пихель — бабушка

## Рецензии
- Крупеня Е. — Шаги познания (O худож. фильме «Цветные сны». «Таллинфильм») // Настаўніцкая газета, 8 сент. 1976